# Antonín Slavíček

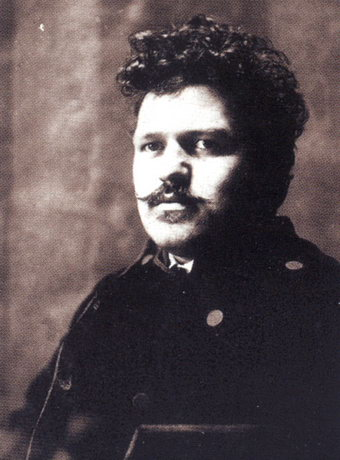
Antonín Slavíček 1898

Antonín Slavíček (* 16. Mai 1870 in Prag, Österreich-Ungarn; † 1. Februar 1910, ebenda) war tschechischer Maler.

## Leben
1887 begann er mit dem Studium an der Akademie výtvarných umění (Akademie der bildenden Künste) in Prag und wählte als Spezialfach Landschaftsmalerei bei Professor Julius Mařák. Nach dem Tod des Professors wurde Slavíček übergangsweise mit der Leitung der Schule beauftragt. Er bemühte sich um eine Professur, die er jedoch nicht erhielt, vor allem auch, weil die Fachrichtung aufgelöst wurde. Am 10. August 1909 erlitt er beim Baden einen Schlaganfall. Es folgte eine lange Rehabilitationszeit. Seine rechte Hand war gelähmt und er versuchte mit seiner linken zu malen. Von den Ergebnissen war er jedoch derart enttäuscht, dass er sich erschoss. Er ist begraben auf dem Olšany-Friedhof in Prag.
Er hinterließ seine Frau Bohumila Brynychová, die auf vielen seiner Bilder porträtiert worden war und neben weiteren zwei Kindern seinen Sohn, den Maler Jan Slavíček. Sein Schwager war der Legionärsdichter Rudolf Medek. Bekannt sind auch seine Enkel, der Maler Mikuláš Medek und der Politiker Ivan Medek. Seine Witwe heiratete 1911 den Maler Herbert Masaryk.

## Werke

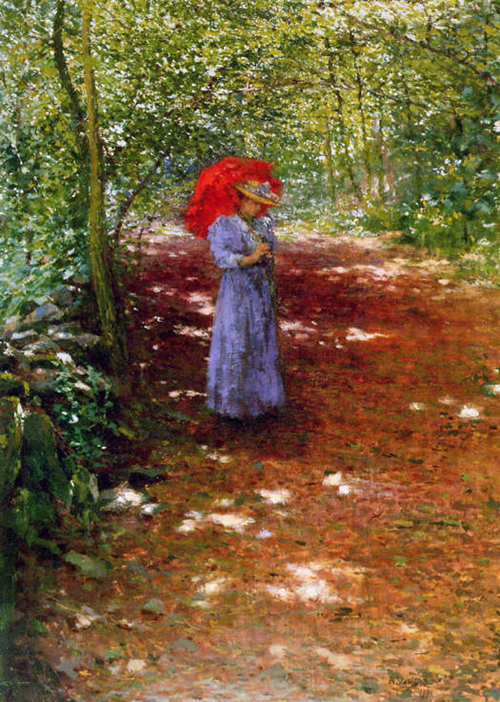
Ve Veltruském parku, 1896

Slavicek gehört zu den führenden Vertretern der tschechischen Kunst Anfang des 20. Jahrhunderts. Seine frühen Bilder zählten zur Kunstrichtung des Realismus. Er war Meister im Spiel von Licht und Schatten. In späteren Werken begegnete er dem französischen Impressionismus. In seinen letzten Werken fand er seinen eigenen Stil. Er war von der Landschaft der Region Vysočina begeistert, in der sich oft aufhielt und die er in vielen Bilder verewigte.